# Voici Eddy... c'était le soldat Mitchell
Albums de Eddy Mitchell
Chaussettes Noires Party
(1963) Eddy in London
(1963)
Voici Eddy… c'était le soldat Mitchell est le premier album studio de la carrière solo d'Eddy Mitchell enregistré au studio Charcot à Paris et sorti en 1963 au format 33 tours 30 cm.

## Liste des titres
| No  | Titre                                       | Paroles                                       | Musique                  | Durée |
| --- | ------------------------------------------- | --------------------------------------------- | ------------------------ | ----- |
| 1.  | Si tu penses (Little Town Flirt)            | Claude Moine (adaptation)                     | D. Shannon, M. Mc Kenzie | 2:26  |
| 2.  | Tout s'est réalisé (If You Won't My Lovin') | Claude Moine (adaptation)                     | T. Scott, J. Marascalco  | 1:53  |
| 3.  | C'est grâce à toi (I Listen to My Heart)    | R. Valade (adaptation)                        | F. Ilfield               | 2:07  |
| 4.  | En revenant (I'm Movin On)                  | Claude Moine (adaptation)                     | H. Snow                  | 1:59  |
| 5.  | Une fille dans les bras                     | André Salvet, Claude Carrère                  | Jean Renard              | 2:10  |
| 6.  | Quand une fille me plaît (Big Noise)        | P. Saka (adaptation)                          | R. Beauduc, B. Aggert    | 2:12  |
| 7.  | Chain-Gang (Chain Gang)                     | Claude Moine (adaptation)                     | Sam Cooke                | 2:29  |
| 8.  | Je reviendrai (I'm Going Home)              | P. Saka, B. Bian, Jacques Plante (adaptation) | J.W. Stole, D. Roma      | 2:42  |
| 9.  | Une fille si belle                          | Pierre Delanoë                                | Jean-Pierre Bourtayre    | 3:06  |
| 10. | Quel est votre nom (Held for Questionning)  | Claude Moine (adaptation)                     | Ch. Blackwell            | 1:59  |
| 11. | Pour vous (Weeping Willow)                  | Claude Moine (adaptation)                     | D. Lynn                  | 2:39  |
| 12. | La longue marche                            | Jacques Plante                                | J.W. Stole, D. Roma      | 2:16  |

### Titres bonus (réédition CD)
Pistes 13 à 16 : 1er super 45 tours d'Eddy Mitchell.
Pistes 17 à 20 : 2e super 45 tours d'Eddy Michell.
Pistes 21 et 22 : 45 tours hors commerce Barclay 60359 paru en 1965 ; chansons enregistrées le 9 novembre 1963,.
Pistes 23 et 24 : chansons interprétées le 28 mars 1964 à la télévision dans l'émission Douce France et restées inédites au disque jusqu'en 1979, année de leurs parutions en 33 tours dans la collection Eddy Mitchell Story (33 tours Barclay 90351).
| No  | Titre                                     | Paroles                                 | Musique                             | Durée |
| --- | ----------------------------------------- | --------------------------------------- | ----------------------------------- | ----- |
| 13. | Mais reviens moi (The Night I Cried)      | Ralph Bernet (adaptation)               | Udell Geld                          | 3:10  |
| 14. | C'est à nous (Something Blue)             | Ralph Bernet, Claude Moine (adaptation) | P. Evans, A. Byron                  | 2:36  |
| 15. | Quand c'est de l'amour (Somebody to Love) | Ralph Bernet, Claude Moine (adaptation) | C. Melvin, Thomas T. Connor         | 2:13  |
| 16. | Angel (Angel)                             | Claude Moine (adaptation)               | S. Tepper, R. T. Bennet             | 2:37  |
| 17. | Oui je t'aime                             | André Salvet                            | Claude Carrère                      | 2:53  |
| 18. | Je ne pense qu'à l'amour (Lovesick Blues) | Fernand Bonifay (adaptation)            | I. Mills, C. Friend                 | 2:15  |
| 19. | Be bop a lula 1963 (Be-Bop-A-Lula)        | Claude Moine (adaptation)               | Gene Vincent, Sheriff « Tex » Davis | 3:43  |
| 20. | Ce diable noir (Old Black Magic)          | Charles Aznavour (adaptation)           | H. Arlen, J. Mercer                 | 1:51  |
| 21. | La Mer                                    | Charles Trenet                          | Léo Chauliac                        |       |
| 22. | C'est si bon                              | André Hornez                            | Henri Betti                         |       |
| 23. | J'aime Paris au mois de mai               | Charles Aznavour                        | Charles Aznavour                    |       |
| 24. | Plaisir d'amour                           | Jean-Pierre Claris de Florian           | Jean-Paul-Égide Martini             |       |